# Национални стандарти за финансови отчети за малки и средни предприятия
Националните стандарти за финансови отчети за малки и средни предприятия имат за цел да осигуряването на „организационно и методологично единство при осъществяването на счетоводното отчитане (текущо и периодично) на дейността на предприятията, които ги прилагат съгласно Закона за счетоводството с цел вярно и честно представяне на имущественото и финансовото им състояние в годишните им финансови отчети“.